# Ingo Senftleben

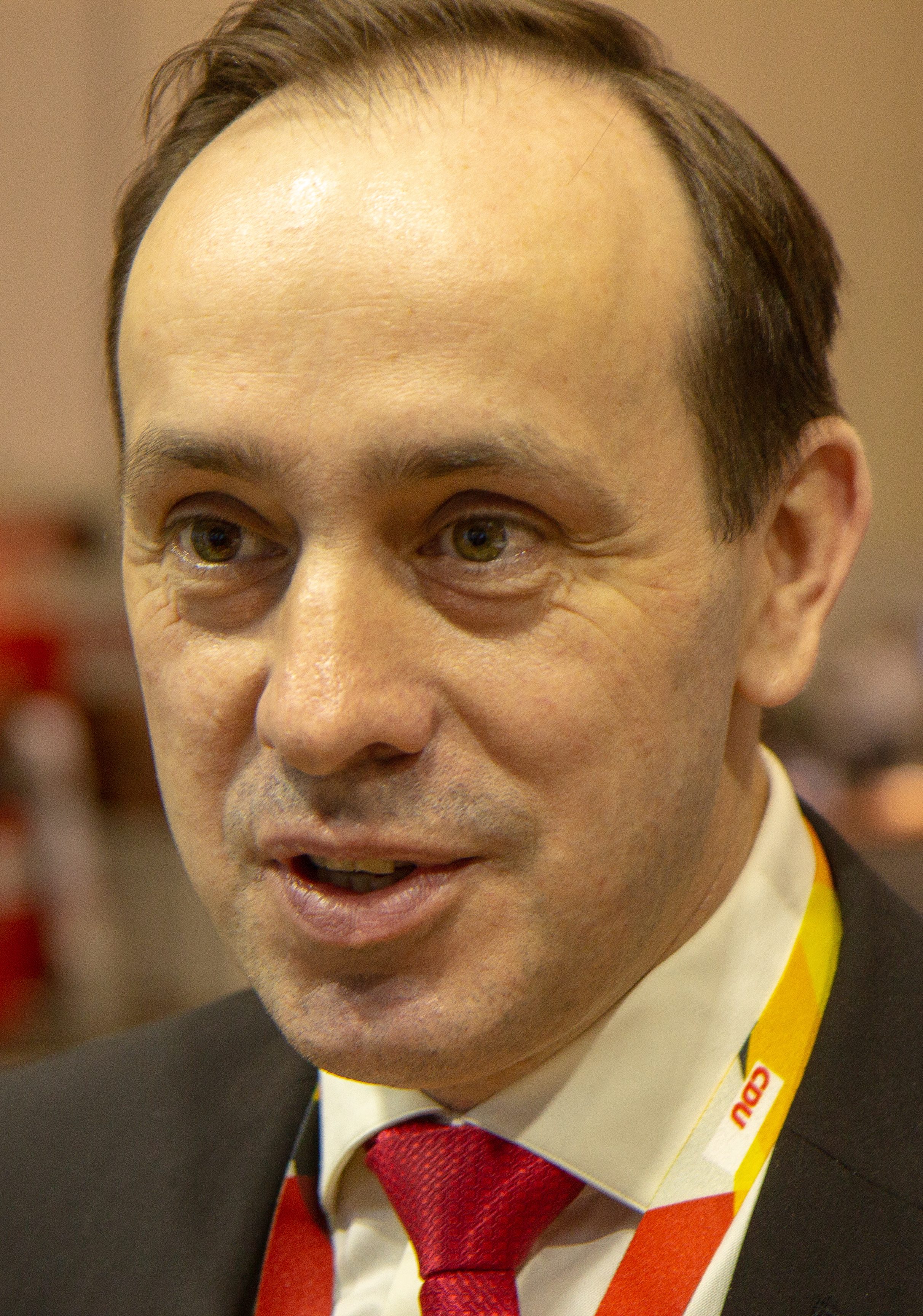
Ingo Senftleben (2018)

Ingo Senftleben (* 10. August 1974 in Großenhain, DDR) ist ein deutscher Politiker (CDU). Er war von 1999 bis 2024 Abgeordneter im Landtag Brandenburg. Im Landtag war er von 2014 bis 2019 CDU-Fraktionsvorsitzender und Oppositionsführer. Von 2015 bis 2019 war er zudem Landesvorsitzender der CDU Brandenburg. Bei der Landtagswahl in Brandenburg 2019 kandidierte Senftleben als Spitzenkandidat für das Amt des Ministerpräsidenten.

## Leben und Beruf
Ingo Senftleben wuchs nach der Geburt in Großenhain (Bezirk Dresden) in seinem Heimatort  Ortrand (Kreis Senftenberg) auf und besuchte dort von 1981 bis 1991 die Polytechnische Oberschule. Nach der Berufsausbildung zum Maurer bis 1994 war er bis 1995 Baufacharbeiter und bis 1999 Vorarbeiter im Bereich Brückenbau der STRABAG AG. Von 1995 bis 2001 absolvierte er an einem Institut in Hamburg eine Weiterbildung zum Staatlich geprüften Hochbautechniker. Von 2006 bis 2008 war er Geschäftsführer der See Campus – Niederlausitz GmbH.
Ingo Senftleben ist evangelisch, verheiratet und hat drei Töchter.

## Politik

### Parteipolitische Tätigkeit
Seit 1997 ist Senftleben Mitglied der CDU. Von 1997 bis 1999 war er Kreisvorsitzender der Jungen Union im Landkreis Oberspreewald-Lausitz und von 1998 bis 2007 stellvertretender Landesvorsitzender der Jungen Union Brandenburg. Seit 2005 ist Senftleben Mitglied im Landesvorstand der CDU Brandenburg. Am 18. November 2014 wurde er zum Fraktionsvorsitzenden der CDU-Landtagsfraktion Brandenburg gewählt. Dieses Amt hatte er bis zu seinem Rücktritt im September 2019 inne.
Am 25. April 2015 wurde er mit 78 Prozent der Stimmen in einer Kampfabstimmung zum Landesvorsitzenden der CDU Brandenburg gewählt, wobei auf seinen Gegenkandidaten Wieland Niekisch 13,6 Prozent der Stimmen entfielen. Dieses Amt hatte er bis zu seinem Rücktritt am 10. September 2019 inne.

### Tätigkeit als Abgeordneter
Von 1998 bis 2016 war Ingo Senftleben Mitglied der Stadtverordnetenversammlung in seiner Heimatstadt Ortrand. Von 2003 bis 2014 war er Bürgermeister der Stadt Ortrand und seit 2003 ist er Mitglied des Kreistages Oberspreewald-Lausitz. Senftleben war von 1999 bis 2024 Abgeordneter im Landtag Brandenburg. Bei den Landtagswahlen 2004, 2009, 2014 und 2019 konnte er sich im Wahlkreis Oberspreewald-Lausitz I mit 34,9 %, 37,1 %, 36,2 % bzw. 26,3 % der Erststimmen gegen die anderen Kandidaten durchsetzen. Bei der Landtagswahl 2024 kandidierte er nicht erneut und schied somit aus dem Landtag aus.
In den Jahren von 1999 bis 2004 bekleidete Senftleben das Amt des jugendpolitischen Sprechers der CDU-Fraktion im Landtag Brandenburg. Von 2004 bis 2009 war er Vorsitzender des Ausschusses für Bildung, Jugend und Sport und bildungspolitischer Sprecher; von 2009 bis 2014 war er Parlamentarischer Geschäftsführer der CDU-Fraktion Brandenburg und Sprecher der CDU-Fraktion für den ländlichen Raum und Demographie; von 2009 bis 2019 war er Mitglied im Präsidium und Hauptausschuss des Landtages Brandenburg; von November 2014 bis September 2019 war er Fraktionsvorsitzender in der CDU-Landtagsfraktion. Mitglied im Braunkohlenausschuss des Landes Brandenburg war Senftleben zwischen 2014 und 2017 und stellvertretender Vorsitzender im Sonderausschuss BER zwischen 2013 und 2014. In der 7. Wahlperiode des Brandenburger Landtages war er Sprecher der CDU-Landtagsfraktion für Landwirtschaft, Umwelt, Klimaschutz und Medien. Im RBB-Rundfunkrat sitzt er ab Februar 2015.

### Spitzenkandidatur bei der Landtagswahl 2019
Weil er bis zum Ablauf der Frist am 1. Februar 2019 als einziger Kandidat für einen geplanten Mitgliederentscheid der CDU Brandenburg zur Spitzenkandidatur bei der Landtagswahl in Brandenburg 2019 vorgeschlagen war, wurde Senftleben automatisch zum Spitzenkandidaten. Aufgrund des schlechten Abschneidens seiner Partei und wegen massiver innerparteilicher Kritik an ihm trat Senftleben zum 10. September 2019 von seinen Führungsämtern als Partei- und Fraktionsvorsitzender zurück.

## Ehrenamtliche Tätigkeiten
Ingo Senftleben ist Vorsitzender beim Förderverein SeeCampus Schwarzheide-Lauchhammer e. V. und Vorstandsmitglied im Verein „Neue Heimat in Brandenburg e. V.“ Darüber hinaus engagiert er sich im Freundeskreis der Kirche Hohennauen e. V. Zudem ist er Mitglied im DRK-Kreisverband Senftenberg, im Grünewalder Lauch – Nordufer e. V., bei der Wassersportgemeinschaft Niederlausitz e. V., im Burkersdorfer Kirmes Klub e. V., im Verein Bürgernahes Brandenburg e. V. und im Freundeskreis des LandesPolizeiorchesters Brandenburg e. V.